# Darwin Shaw
Darwin Shaw (Brampton) is een Brits toneel-, film- en televisieacteur en -regisseur.

## Carrière
Shaw was voorheen werkzaam als arts, maar koos in 2004 een omscholing tot acteur bij de London Academy of Music and Dramatic Art (LAMDA) nadat hij theater had gestudeerd in New York.
Zijn eerste professionele rol was in Deborah Warners productie van Julius Caesar in het Barbican Theatre met een cast met onder andere Ralph Fiennes en Fiona Shaw. Zijn eerste rol in een speelfilm was als Fisher, James Bonds eerste moord, in de opening van Casino Royale uit 2006, waarin Daniel Craig werd geïntroduceerd als de nieuwe 007, en die werd geregisseerd door Martin Campbell.
Het personage Asoka dat hij heeft gespeeld in Prince of Persia: The Sands of Time uit 2010 werd gereproduceerd als een LEGO-figuur. Hij ontving de gouden medaille voor Advanced Stage Combat van de British Academy of Dramatic Combat.

## Filmografie

### Film
Uitgezonderd korte films.
| Jaar | Titel                               | Rol          | Opmerkingen |
| ---- | ----------------------------------- | ------------ | ----------- |
| 2006 | Casino Royale                       | Fisher       |             |
| 2008 | I Can't Think Straight              | Hani         |             |
| 2010 | Prince of Persia: The Sands of Time | Asoka        |             |
| 2012 | John Carter                         | Matai        |             |
| 2012 | Vamperifica                         | Raven        |             |
| 2014 | Son of God                          | Petrus       |             |
| 2015 | Pleasure Island                     | Harper       |             |
| 2015 | Dry                                 | Dr. Alex     |             |
| 2017 | Our Little Secret                   | Ahmad        |             |
| 2018 | Astral                              | Joel Harmann |             |
| 2019 | Solum                               | Paul         |             |

### Televisie
| Jaar | Titel                  | Rol                  | Opmerkingen                                               |
| ---- | ---------------------- | -------------------- | --------------------------------------------------------- |
| 2002 | London's Burning       | Paramedicus Williams | 2 afleveringen                                            |
| 2002 | Harry and Cosh         | Dokter Desai         | Aflevering "Forget Me Not"                                |
| 2005 | Mummy Autopsy          | Inca priester        | Aflevering "Secrets of the Salt Plain/The Unknown Sailor" |
| 2006 | Wire in the Blood      | Ahmed Khan           | Aflevering "Hole in the Heart"                            |
| 2007 | Holby City             | Mohammed Sheik       | Aflevering "Someone to Watch Over Me"                     |
| 2008 | Messiah: The Rapture   | Khalid Al Faluni     | 2 afleveringen                                            |
| 2012 | Call the Midwife       | Zakir                | Aflevering "The Browne Incident"                          |
| 2012 | The Borgias            | Augustino            | Aflevering "The Choice"                                   |
| 2013 | The Bible              | Petrus               | 5 afleveringen                                            |
| 2013 | Endeavour              | kroonprins Nabil     | Aflevering "Rocket"                                       |
| 2013 | Atlantis               | Prins Therus         | Aflevering "White Lies"                                   |
| 2014 | The Red Tent           | Benia                | Aflevering "Part 2"                                       |
| 2014 | Marco Polo             | Sabbah               | Aflevering "Hashshashin"                                  |
| 2015 | Homeland               | Ahmed Nazari         | 2 afleveringen                                            |
| 2018 | Agents of S.H.I.E.L.D. | Qolpakc              | Aflevering "The One Who Will Save Us All"                 |
| 2018 | House of Cards         | Rafiq Nasser         | 2 afleveringen                                            |
| 2022 | Moon Knight            | Dornfeld             | Aflevering "Summon the Suit"                              |
| 2024 | Sugar                  | Clinton              | 2 afleveringen                                            |